# Mięsień skroniowo-ciemieniowy
Mięsień skroniowo-ciemieniowy (łac. musculus temporoparietalis) – w anatomii człowieka parzysty mięsień sklepienia czaszki, należący do mięśni wyrazowych. Oba mięśnie skroniowo-ciemieniowe wraz z oboma mięśniami potyliczno-czołowymi, połączone wspólnym rozcięgnem – czepcem ścięgnistym, tworzą mięsień naczaszny.
Mięsień skroniowo-ciemieniowy jest mięśniem szczątkowym, niestałym, cienkim. Jeśli występuje, położony jest między mięśniem usznym górnym a mięśniem usznym przednim. Rozpoczyna się w czepcu ścięgnistym, biegnie do wewnętrznej powierzchni małżowiny usznej, kończąc się na niej lub w czepcu ścięgnistym w jej okolicy.